# Thyrosticta bimacula
Thyrosticta bimacula är en fjärilsart som beskrevs av Griveaud 1964. Thyrosticta bimacula ingår i släktet Thyrosticta och familjen björnspinnare. Inga underarter finns listade i Catalogue of Life.